# Clare (Iowa)
Clare és una població dels Estats Units a l'estat d'Iowa. Segons el cens del 2000 tenia 190 habitants.

## Demografia
Segons el cens del 2000, Clare tenia 190 habitants, 79 habitatges, i 50 famílies. La densitat de població era de 143,8 habitants per km².
Dels 79 habitatges en un 29,1% hi vivien nens de menys de 18 anys, en un 50,6% hi vivien parelles casades, en un 3,8% dones solteres, i en un 36,7% no eren unitats familiars. En el 29,1% dels habitatges hi vivien persones soles el 15,2% de les quals corresponia a persones de 65 anys o més que vivien soles. El nombre mitjà de persones vivint en cada habitatge era de 2,41 i el nombre mitjà de persones que vivien en cada família era de 3.
Per edats la població es repartia de la següent manera: un 25,3% tenia menys de 18 anys, un 8,9% entre 18 i 24, un 23,7% entre 25 i 44, un 25,3% de 45 a 60 i un 16,8% 65 anys o més.
L'edat mediana era de 41 anys. Per cada 100 dones de 18 o més anys hi havia 108,8 homes.
La renda mediana per habitatge era de 24.500 $ i la renda mediana per família de 40.000 $. Els homes tenien una renda mediana de 31.875 $ mentre que les dones 20.833 $. La renda per capita de la població era de 13.838 $. Cap de les famílies i el 6% de la població estaven per davall del llindar de pobresa.

## Poblacions més properes
El següent diagrama mostra les poblacions més properes.